# Machanidas
Machanidas (gr. Μαχανίδας) – tyran Sparty w okresie od ok. 211 p.n.e. do 207 p.n.e.
W czasie I wojny macedońskiej Machanidas walczył z Achajami, którzy byli sprzymierzeni z Filipem V Macedońskim. W roku 209 p.n.e. zaatakował i zajął Tegeę miasto w Arkadii. Następnie w roku 208 p.n.e. zaatakował Argos i Elidę mimo trwających igrzysk olimpijskich. Zginął podczas bitwy pod Mantineją w 207 p.n.e. z rąk Filopojmena z Megalopolis.